# سیارک ۴۸۷۸۵
سیارک ۴۸۷۸۵ (به انگلیسی: 48785 Pitter، نامگذاری:1997SA2) چهل و هشت هزار و هفتصد و هشتاد و پنجمین سیارک کشف شده‌است که در ۲۳ سپتامبر ۱۹۹۷ کشف شد.